# Jiří Kunert
Jiří Kunert (31. ledna 1953 – 2. září 2024) byl český ekonom a bankéř.

## Kariéra
Vystudoval Vysokou školu ekonomickou v Praze, obor finance a úvěr. Poté pracoval od roku 1976 v Československé obchodní bance a v letech 1982 až 1986 v londýnské pobočce Živnobanky. V období 1986–1988 byl poradcem pro bankovnictví na československém Federálním ministerstvu financí. Od roku 1988 do roku 1992 působil jako vrchní ředitel Živnostenské banky, kde po privatizaci v roce 1992 vykonával do srpna 2001 funkce předsedy představenstva a generálního ředitele. V srpnu 2001 začal působit jako předseda představenstva a generální ředitel slovenské UniBanky patřící finanční skupině UniCredit, jejíž mateřskou společností je banka UniCredito Italiano. Se vstupem skupiny UniCredit jako majoritního vlastníka do Živnostenské banky se Jiří Kunert po téměř dvou letech v květnu 2003 vrátil do jejího čela. Po akvizici HVB skupinou UniCredit řídil fúzi HVB a Živnostenské banky v ČR. Fúze byla ukončena 5. listopadu 2007.
V lednu až březnu 2009 byl členem Národní ekonomické rady vlády, kterou zřídila druhá vláda Mirka Topolánka. Je také jedním ze zakladatelů Bankovní asociace Praha (České bankovní asociace), kde působil jako její první prezident. Byl členem Trilaterální komise.

## Spolupráce s StB
V dubnu 2009 přinesl Český rozhlas důkazy o tom, že v 80. letech 20. století byl vědomým ideovým spolupracovníkem Státní bezpečnosti. Kunert absolvoval s řídícími důstojníky desítky schůzek, předával StB analýzy ekonomické situace, hlášení o představitelích finančních institucí (např. Bankers Trust, Barclays Bank, Lloyds Bank, National Westminster Bank). V roce 1983 dokonce prolomil bankovní tajemství a předal řídícímu důstojníkovi údaje o pohybech na kontě pracovníka exportní firmy Exico Miroslava Šebka.